# Rruga shtetërore 1
Rruga shtetërore 1 (albanska för riksväg 1) är den huvudsakliga väglänken mellan Albaniens huvudstad Tirana och Montenegros Podgorica. SH1 är en del av den nord-sydliga albanska vägkorridoren som länkar samman Hani i Hotit vid den albansk-montenegrinska gränspassagen med Kakavija vid den albansk-grekiska gränsen. Vägen kommer således att vara en del av den adriatisk-joniska motorvägen.
Vägen utgör delar av E762 och E851. På senare år har delar av vägen genomgått rekonstruktioner.

## Vägar
| Nutida                                                     | Nutida                                                     | Nutida |
| ---------------------------------------------------------- | ---------------------------------------------------------- | ------ |
| Vora - Fushë-Kruja - Milot - Lezha - Shkodra - Han i Hotit | Vora - Fushë-Kruja - Milot - Lezha - Shkodra - Han i Hotit | 118 km |
| Färdigställda                                              |                                                            |        |
| Vorë - Fushë-Kruja - Milot - Lezha - Shkodra               | superstradë                                                | 85 km  |
| Shkodra - Han i Hotit                                      | rrugë                                                      | 46 km  |
| Planerade                                                  |                                                            |        |
| Vora - Fushë-Kruja                                         | autostradë                                                 | 45 km  |
| Under konstruktion                                         |                                                            |        |
| Fushë-Kruja - Milot                                        | autostradë                                                 | 40 km  |
| Shkodra - Han i Hotit                                      | superstradë                                                | 31 km  |